# Natação no Campeonato Europeu de Esportes Aquáticos de 2016 - 800 m livre feminino
A prova dos 800 metros livre feminino da natação no Campeonato Europeu de Esportes Aquáticos de 2016 ocorreu nos dias 18 e 19 de maio em Londres, no Reino Unido. 

## Calendário
| Fase          | Data       | Hora  |
| ------------- | ---------- | ----- |
| Eliminatórias | 18 de maio | 11:13 |
| Final         | 19 de maio | 18:02 |

Todos os horários estão no horário local (UTC+0)

## Recordes
Antes desta competição, os recordes eram os seguintes:
| Recorde mundial       | Katie Ledecky     | 8:06.68 | Austin | 17 de janeiro de 2016 |
| Recorde europeu       | Rebecca Adlington | 8:14.10 | Pequim | 16 de agosto de 2008  |
| Recorde do campeonato | Jazmin Carlin     | 8:15.54 | Berlim | 21 de agosto de 2014  |

## Medalhistas
| Ouro                 | Prata               | Bronze           |
| Boglárka Kapás (HUN) | Jazmin Carlin (GBR) | Tjasa Oder (SLO) |

## Resultados

### Eliminatórias
Esses foram os resultados das eliminatórias. 
| Pos. | Bateria | Raia | Nadadora              | Nacionalidade        | Tempo   | Notas |
| ---- | ------- | ---- | --------------------- | -------------------- | ------- | ----- |
| 1    | 2       | 4    | Boglárka Kapás        | Hungria              | 8:27.75 | Q     |
| 2    | 3       | 4    | Jazmin Carlin         | Reino Unido          | 8:29.53 | Q     |
| 3    | 3       | 3    | Diletta Carli         | Itália               | 8:30.41 | Q     |
| 4    | 3       | 6    | Tjaša Oder            | Eslovênia            | 8:31.02 | Q     |
| 5    | 2       | 2    | Jimena Pérez          | Espanha              | 8:31.19 | Q     |
| 6    | 2       | 3    | María Vilas           | Espanha              | 8:33.75 | Q     |
| 7    | 3       | 5    | Sharon van Rouwendaal | Países Baixos        | 8:36.49 | Q     |
| 8    | 2       | 5    | Simona Quadarella     | Itália               | 8:37.25 | Q     |
| 9    | 2       | 7    | Ajna Késely           | Hungria              | 8:38.02 |       |
| 10   | 3       | 2    | Adél Juhász           | Hungria              | 8:38.45 |       |
| 11   | 3       | 7    | Anja Klinar           | Eslovênia            | 8:39.72 |       |
| 12   | 2       | 6    | Éva Risztov           | Hungria              | 8:39.81 |       |
| 13   | 3       | 8    | Gaja Natlačen         | Eslovênia            | 8:40.78 |       |
| 14   | 2       | 8    | Špela Bohinc          | Eslovênia            | 8:42.19 |       |
| 15   | 3       | 1    | Julia Hassler         | Liechtenstein        | 8:42.69 |       |
| 16   | 2       | 1    | Milena Karpisz        | Polónia              | 8:46.33 |       |
| 17   | 1       | 3    | Abbie Wood            | Reino Unido          | 8:47.04 |       |
| 18   | 1       | 5    | Antonia Massone       | Alemanha             | 8:47.05 |       |
| 19   | 2       | 0    | Alice Dearing         | Reino Unido          | 8:47.39 |       |
| 20   | 1       | 4    | Tereza Závadová       | Chéquia              | 8:49.10 |       |
| 21   | 2       | 9    | Martina Elhenická     | Chéquia              | 8:56.61 |       |
| 22   | 3       | 9    | Paulina Piechota      | Polónia              | 8:58.51 |       |
| 23   | 3       | 0    | Diana Duraes          | Portugal             | 9:01.65 |       |
| 24   | 1       | 6    | Laura Lajunen         | Finlândia            | 9:15.75 |       |
| 25   | 1       | 2    | Nejla Karić           | Bósnia e Herzegovina | 9:18.39 |       |

### Final
Esse foi o resultado da final. 
| Pos.              | Raia | Nadadora              | Nacionalidade | Tempo   | Notas |
| ----------------- | ---- | --------------------- | ------------- | ------- | ----- |
| Medalha de ouro   | 4    | Boglárka Kapás        | Hungria       | 8:21.40 |       |
| Medalha de prata  | 5    | Jazmin Carlin         | Reino Unido   | 8:23.52 |       |
| Medalha de bronze | 6    | Tjasa Oder            | Eslovênia     | 8:25.68 |       |
| 4                 | 7    | María Vilas           | Espanha       | 8:26.61 |       |
| 5                 | 8    | Simona Quadarella     | Itália        | 8:31.43 |       |
| 6                 | 2    | Jimena Pérez          | Espanha       | 8:31.62 |       |
| 7                 | 3    | Diletta Carli         | Itália        | 8:31.78 |       |
| 8                 | 1    | Sharon van Rouwendaal | Países Baixos | 8:35.76 |       |

Legenda
| Recorde mundial       | Recorde mundial (World record)               |                       | Recorde africano                      | Recorde africano (African) |                                           | Q | Classificado por posição (Qualified) |
| Recorde do campeonato | Recorde do campeonato (Championship record)  | Recorde da América    | Recorde da América (Americas)         | q                          | Classificado por melhor tempo (Qualified) |   |                                      |
| Melhor marca do ano   | Melhor marca do ano (World leading)          | Recorde asiático      | Recorde asiático (Asian)              | DNS                        | Não largou (Did not start)                |   |                                      |
| Recorde nacional      | Recorde nacional (National record)           | Recorde europeu       | Recorde europeu (European)            | DNF                        | Não terminou (Did not finish)             |   |                                      |
| Recorde pessoal       | Recorde pessoal do atleta (Personal best)    | Recorde da Oceania    | Recorde da Oceania (Oceania)          | DSQ / DQ                   | Desclassificado (Disqualified)            |   |                                      |
| Recorde da temporada  | Recorde da temporada do atleta (Season best) | Recorde sul-americano | Recorde sul-americano (South America) | NM                         | Sem marca (No mark)                       |   |                                      |